# Kyōji Yamamoto
Kyōji Yamamoto (山本恭司, Yamamoto Kyōji, né le 23 mars 1956 au Japon) est un guitariste, chanteur, compositeur, et producteur de musique japonais. 
Il forme le groupe de hard rock Bow Wow en 1976 (alias Vow Wow dans les années 1980), dont il restera le seul membre permanent, et sort en parallèle plusieurs albums en solo à partir de 1980, dont un aux États-Unis en 2010. Installé en Angleterre avec Vow Wow dans la deuxième moitié des années 1980, il y participe au deuxième album du super-groupe Phenomena en 1987.

## Discographie en solo
Albums
- Horizon (1980)
- Guitar Man (1982)
- Electric Cinema (1982)
- Mind Arc (1998)
- Requiem (1999)
- Time (2005)
- ? ("Time"〜悠久の時を越えて〜?) (2006)
- The Life Album (2010)

Compilations
- Healing Collection - The Best Of Kyoji Yamamoto (2008, CD+DVD)
- Voyager : The Essential Kyoji Yamamoto (2010, USA)

DVD
- ? ("Time"〜悠久の時を越えて〜?) (2006)
- Yamamoto Kyōji Solo Concert - 21 July 2007 (山本恭司ソロ・コンサート 〜21 July 2007〜?) (2008)

Participations (albums)
- Silver Stars – Ginsei Dan (1979)
- Heavy Metal Army - Heavy Metal Army (1981)
- Yuki Nakajima - The Prophecies (1982)
- Munetaka Higuchi – Destruction (~破壊凱旋録~?) (1983)
- Lumina Hayase – 甘い暴力〜 Violence Cat (1983)
- Takanori Jinnai – All Through the Night (1984)
- Mari Hamada – Misty Lady (1984)
- Phenomena - Phenomena II (1987)